# Hautteville-Bocage
Hautteville-Bocage és un municipi francès situat al departament de la Manche i a la regió de Normandia. L'any 2007 tenia 107 habitants.

## Demografia

### Població
El 2007 la població de fet de Hautteville-Bocage era de 107 persones. Hi havia 39 famílies de les quals 11 eren unipersonals (11 homes vivint sols), 14 parelles sense fills i 14 parelles amb fills.
La població ha evolucionat segons el següent gràfic:
Habitants censats

### Habitatges
El 2007 hi havia 51 habitatges, 42 eren l'habitatge principal de la família, 5 eren segones residències i 4 estaven desocupats. Tots els 49 habitatges eren cases. Dels 42 habitatges principals, 34 estaven ocupats pels seus propietaris, 7 estaven llogats i ocupats pels llogaters i 1 estava cedit a títol gratuït; 1 tenia dues cambres, 6 en tenien tres, 18 en tenien quatre i 17 en tenien cinc o més. 37 habitatges disposaven pel capbaix d'una plaça de pàrquing. A 15 habitatges hi havia un automòbil i a 25 n'hi havia dos o més.

### Piràmide de població
La piràmide de població per edats i sexe el 2009 era:
| Homes | Edats   | Dones |
| ----- | ------- | ----- |
| 0     | 95 o +  | 0     |
| 0     | 90 a 94 | 0     |
| 0     | 85 a 89 | 0     |
| 0     | 80 a 84 | 0     |
| 4     | 75 a 79 | 0     |
| 0     | 70 a 74 | 4     |
| 8     | 65 a 69 | 4     |
| 4     | 60 a 64 | 4     |
| 0     | 55 a 59 | 4     |
| 8     | 50 a 54 | 0     |
| 8     | 45 a 49 | 12    |
| 0     | 40 a 44 | 4     |
| 4     | 35 a 39 | 0     |
| 0     | 30 a 34 | 4     |
| 0     | 25 a 29 | 4     |
| 4     | 20 a 24 | 12    |
| 8     | 15 a 19 | 0     |
| 0     | 10 a 14 | 4     |
| 0     | 5 a 9   | 4     |
| 0     | 0 a 4   | 4     |

## Economia
El 2007 la població en edat de treballar era de 63 persones, 51 eren actives i 12 eren inactives. De les 51 persones actives 44 estaven ocupades (23 homes i 21 dones) i 6 estaven aturades (2 homes i 4 dones). De les 12 persones inactives 4 estaven jubilades, 2 estaven estudiant i 6 estaven classificades com a «altres inactius».
Activitats econòmiques
L'únic establiment que hi havia el 2007 era d'una empresa alimentària.
L'any 2000 a Hautteville-Bocage hi havia 10 explotacions agrícoles que ocupaven un total de 295 hectàrees.

## Poblacions més properes
El següent diagrama mostra les poblacions més properes.